# نادي فايله
نادي فايله الكروي (بالدنماركية: Vejle Boldklub) نادي كرة قدم دنماركي يلعب في دوري الدرجة الأولى. تم تأسيس النادي في عام 1891.